# Nuevo Pueblo Sur

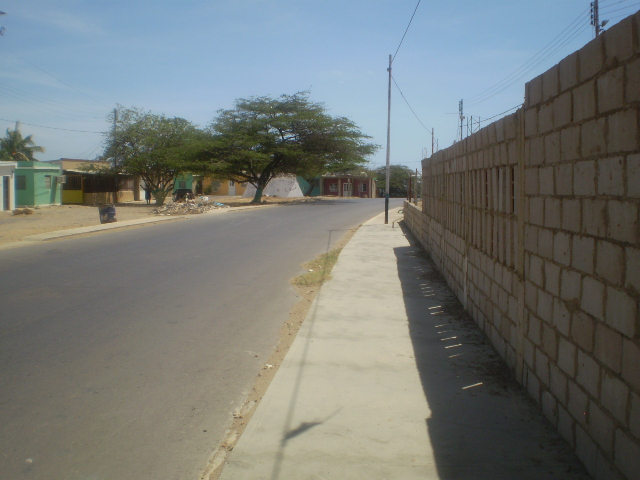
Calle de Nuevo Pueblo.

El sector Nuevo Pueblo Sur se encuentra ubicado en la Parroquia Norte, Municipio Carirubana de Punto Fijo, estado Falcón, Venezuela. Posee una población de 1.200 habitantes.

## Historia
No posee fecha exacta de fundación, parece ser que fue fundado en el año 1942, a raíz de la llegada al sector de los trabajadores petroleros de la Shell y la Creole, junto con sus familias. Las personas provenientes del campo, más específicamente de las poblaciones de Adaure y Pueblo Nuevo, se vinieron por motivos de trabajo, pues a la gran mayoría se les hacía imposible viajar todos los días a su sitio de trabajo, así que optaron por instalarse en las zonas cercanas a la Shell y la Creole. Para ese entonces la zona ahora conocida como Las Piedras ya estaba repleta de habitantes, y así fue como se creó el sector Nuevo Pueblo Sur, que el 8 de mayo de 1992 pasaría a formar parte de la Parroquia Norte, junto con los sectores de Las Piedras, Caja de Agua, Barrio Nuevo y Antiguo Aeropuerto.

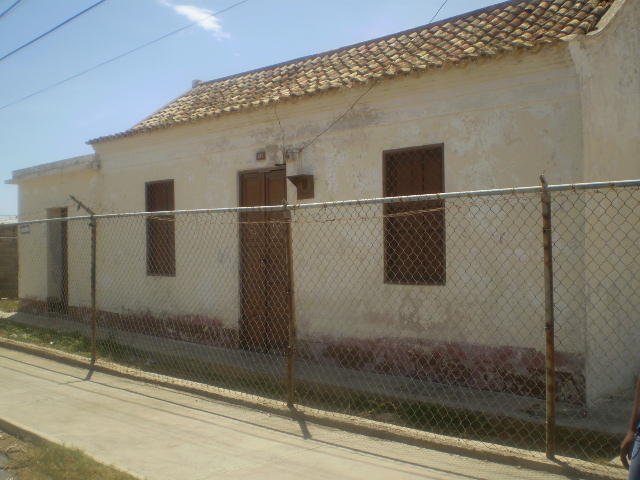
Casa Grande.

El sector Nuevo Pueblo Sur fue creado por los mismos habitantes, es por esta razón que en el mismo se observan construcciones irregulares. Cabe destacar que, en los primeros años de este sector, los habitantes no contaban con ningún servicio público, no tenían electricidad, y el agua que usaban para las labores del día, era buscada por las personas en una tanquilla que los mismos habitantes construyeron para poder satisfacer sus necesidades. Asimismo, la comunidad, con su propio esfuerzo y voluntad, decidió construir una pequeña escuela para los niños que no tenían recursos. Así fue como se creó la Casa Grande, conocida por todos los habitantes del sector, las maestras más recordadas son la Profesora Zoila y la Maestra Reyita, quienes con constancia y dedicación, fueron capaces de educar a cientos de niños, de diferentes edades. Esta escuelita más tarde sería trasladada a lo que hoy es la Escuela Básica Esteban Smith Monzón.

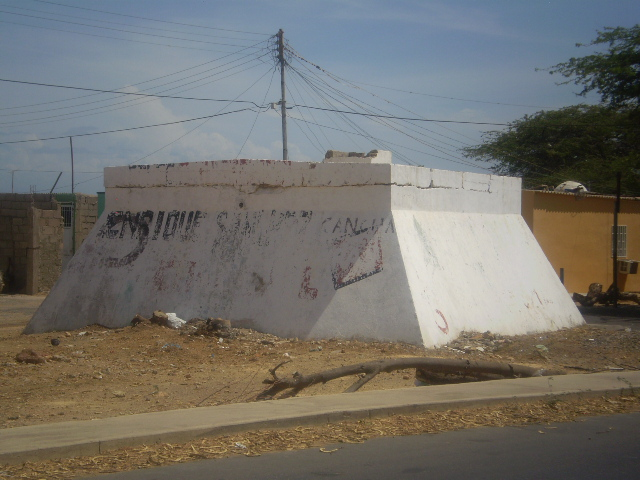
Tanquilla de agua.

Este sector no cuenta con ingresos económicos, y el medio de transporte resulta escaso, asimismo no posee módulos policiales. En el Sector Nuevo Pueblo Sur se encuentra El Centro Juan Pablo II, única iglesia en el sector. También se encuentra La Asociación Cooperativa El Nuevo Pueblo del Sur y el Consejo Comunal del Sector 1 de Nuevo Pueblo Sur.
- Datos: Q5660382